# Metamorphosis (album, Hilary Duffová)
Metamorphosis je druhé album Američanky Hilary Duffové, které vyšlo v roce 2003. Spolupracovala na něm s producenty The Matrix, kteří pracovali s Avril Lavigne na jejím debutu Let Go.

## Recenze
Album bylo kritiky přijato dobře. Stephen Thomas Erlewine, řekl o albu, že je to Teen pop roku 2003, a že je to dokonalý žvýkačkové, ale moderní album.
Dále byla Hilary hodně spojována s tím, že se snaží svést na vlně popularity Avril Lavigne, ale její hlas zní sladčeji, a že oplývá veselým charismatem, který okouzlí posluchače.
Album obdrželo i nominaci na Juno Awards 2004 v kategorii Nejlepší mezinárodní album.
Hilary si posléze odnesla i dvě ceny z Kids Choice Awads, kde zvítězila v kategoriích Nejlepší nový umělec a Nejlepší zpěvačka.

## Úspěchy

### Album
V USA album debutovalo na čísle 2 za album Mary J. Blige Love & Life, kdy se ho v prvním týdnu prodalo 203,000 kusů. Další týden se posunulo album na číslo nejvyšší. V tom týdnu poklesly prodeje alb o 32% a na první místo stačilo prodat jen 131,000 kusů. Album bylo za rok 2003 osmým nejprodávanějším.
V Kanadě se album dostalo na první místo hned v prvním týdnu prodeje a po čtyřech měsících už bylo platinové za 100,000 prodaných kusů. Nakonec se alba v Kanadě prodalo přes 300,000 kusů. V Austrálii byly prodeje nižší, ale počet 70,000 byl poměrně uspokojivý.
V Asii se albu také dařilo. Čísla jedna se dočkal v Singapuru a Indonésii. Celkově se album na asijském kontinentě těšilo velké oblibě a prodejnosti, proto také Hilary Duffová získala ocenění pro Nejlepší mezinárodní zpěvačku.

### Singly
So Yesterday byl první singl, který z alba vyšel. V USA se dostal nejvýše na 42. místo. Vítězství se píseň dočkala v Singapuru.
Come Clean nebylo ve světě tak moc úspěšné jako So Yesterday. Přesto v USA se dostal na 35. místo. Vedlo se mu i v Argentině, kde skončil třetí.
Little Voice byl třetí singl, který vyšel v Austrálii.

## Seznam písní
1. "So Yesterday" – 4:06
2. "Come Clean "– 3:34
3. "Workin' It Out"– 3:16
4. "Little Voice" – 3:03
5. "Where Did I Go Right?" – 3:51
6. "Anywhere But Here" – 3:32
7. "The Math" – 3:19
8. "Love Just Is" – 4:02
9. "Sweet Sixteen" – 3:09
10. "Party Up" – 3:51
11. "Metamorphosis"– 3:29
12. "Inner Strength" – 1:34

### Bonusy
1. "Why Not" – 3:01
2. "Girl Can Rock" – 3:05
3. "A Day In The Sun" – 3:27

## Umístění ve světě
| Stát           | Umístění |
| -------------- | -------- |
| USA            | 1        |
| Kanada         | 1        |
| Japonsko       | 9        |
| Itálie         | 14       |
| Austrálie      | 19       |
| Nový Zéland    | 20       |
| Francie        | 22       |
| Belgie         | 22       |
| Nizozemsko     | 23       |
| Irsko          | 41       |
| Velká Británie | 69       |